# Liste des longs métrages hongkongais proposés à l'Oscar du meilleur film international
Cet article présente la liste des longs métrages hongkongais proposés à l'Oscar du meilleur film international.

## Films proposés par Hong Kong
| Année (cérémonie) | Titre français                    | Titre original | Langue(s)                    | Réalisateur                                                       | Résultat                      |
| ----------------- | --------------------------------- | -------------- | ---------------------------- | ----------------------------------------------------------------- | ----------------------------- |
| 1960 (32e)        | Yu guo tian qing (gl)             | 雨過天青       | mandarin                     | Yueh Feng                                                         | Non nommé                     |
| 1961 (33e)        | L'Ombre enchanteresse             | 倩女幽魂       | mandarin                     | Li Han-hsiangal                                                   | Non nommé                     |
| 1964 (36e)        | Liáng Shānbó yǔ Zhù Yīngtái       | 梁山伯与祝英台 | mandarin                     | Li Han-hsiangal                                                   | Non nommé                     |
| 1965 (37e)        | Gù dū chūn mèng (zh)              | 新啼笑姻缘     | mandarin                     | Ho Meng Hua, Yueh Feng, Doe Ching, Luo Zhen, Yen Chun, Hsieh Chun | Non nommé                     |
| 1967 (39e)        | L'Hirondelle d'or                 | 大醉俠         | mandarin                     | King Hu                                                           | Non nommé                     |
| 1970 (42e)        | L'Arche                           | 董夫人         | mandarin                     | Tang Shu-shuen                                                    | Non nommé                     |
| 1977 (49e)        | Le Retour de Cixi                 | 瀛台泣血       | mandarin                     | Han Hsiang Li                                                     | Non nommé                     |
| 1980 (52e)        | Raining in the Mountain           | 空山灵雨       | mandarin                     | King Hu                                                           | Non nommé                     |
| 1985 (57e)        | Si shui liu nian                  | 似水流年       | cantonais                    | Yim Ho                                                            | Non nommé                     |
| 1990 (62e)        | Cat siu fuk                       | 七小福         | cantonais                    | Alex Law (zh)                                                     | Non nommé                     |
| 1991 (63e)        | Eight Taels of Gold               | 八兩金         | cantonais                    | Mabel Cheung                                                      | Non nommé                     |
| 1992 (64e)        | Épouses et Concubines             | 大紅燈籠高高掛 | mandarin                     | Zhang Yimou                                                       | Nommé                         |
| 1994 (66e)        | Adieu ma concubine                | 霸王別姬       | mandarin                     | Chen Kaige                                                        | Nommé                         |
| 1995 (67e)        | Quand le soleil devint froid (zh) | 天国逆子       | mandarin                     | Yim Ho                                                            | Non nommé                     |
| 1996 (68e)        | Neige d'été                       | 女人，四十     | cantonais                    | Ann Hui                                                           | Non nommé                     |
| 1997 (69e)        | Hu-Du-Men (zh)                    | 虎度門         | cantonais                    | Shu Kei (zh)                                                      | Non nommé                     |
| 1999 (71e)        | Made in Hong Kong                 | 香港製造       | cantonais                    | Fruit Chan                                                        | Non nommé                     |
| 2000 (72e)        | Qian yan wan yu                   | 千言萬語       | cantonais                    | Ann Hui                                                           | Non nommé                     |
| 2001 (73e)        | In the Mood for Love              | 花樣年華       | cantonais, shanghaïen        | Wong Kar-wai                                                      | Non nommé                     |
| 2002 (74e)        | Fulltime Killer                   | 全职杀手       | cantonais, japonais, anglais | Wai Ka-Fai and Johnnie To                                         | Non nommé                     |
| 2003 (75e)        | Le Talisman                       | 天脈傳奇       | anglais, mandarin            | Peter Pau                                                         | Disqualifié                   |
| 2004 (76e)        | Infernal Affairs                  | 無間道         | cantonais                    | Andrew Lau et Alan Mak                                            | Non nommé                     |
| 2005 (77e)        | Dai zek lo                        | 大隻佬         | cantonais                    | Wai Ka-Fai and Johnnie To                                         | Disqualifié                   |
| 2006 (78e)        | Perhaps Love                      | 如果•愛        | mandarin, cantonais          | Peter Ho-Sun Chan                                                 | Non nommé                     |
| 2007 (79e)        | La Légende du scorpion noir       | 夜宴           | mandarin                     | Feng Xiaogang                                                     | Non nommé                     |
| 2008 (80e)        | Exilé                             | 放逐           | cantonais                    | Johnnie To                                                        | Non nommé                     |
| 2009 (81e)        | Hua pi                            | 畫皮           | mandarin                     | Gordon Chan                                                       | Non nommé                     |
| 2010 (82e)        | Lei wangzi (zh)                   | 淚王子         | mandarin                     | Yonfan                                                            | Non nommé                     |
| 2011 (83e)        | Sui yuet san tau (zh-yue)         | 歲月神偷       | cantonais                    | Alex Law (zh)                                                     | Non nommé                     |
| 2012 (84e)        | Une vie simple                    | 桃姐           | cantonais                    | Ann Hui                                                           | Non nommé                     |
| 2013 (85e)        | La Vie sans principe              | 奪命金         | cantonais                    | Johnnie To                                                        | Non nommé                     |
| 2014 (86e)        | The Grandmaster                   | 一代宗師       | mandarin, cantonais          | Wong Kar-wai                                                      | Préselectionné                |
| 2015 (87e)        | Huangjin shidai                   | 黄金时代       | mandarin                     | Ann Hui                                                           | Non nommé                     |
| 2016 (88e)        | Po feng                           | 破風           | mandarin                     | Dante Lam                                                         | Non nommé                     |
| 2017 (89e)        | Dap huet cam mui                  | 踏血尋梅       | cantonais                    | Philip Yung (zh)                                                  | Non nommé                     |
| 2018 (90e)        | Yat nim mou ming (zh-yue)         | 一念無明       | cantonais                    | Wong Chun (zh)                                                    | Non nommé                     |
| 2019 (91e)        | Operation Red Sea                 | 红海行动       | mandarin                     | Dante Lam                                                         | Non nommé                     |
| 2020 (92e)        | La Guerre des cartels 2           | 掃毒2天地對決  | cantonais                    | Herman Yau                                                        | Non nommé                     |
| 2021 (93e)        | Shaonian de ni                    | 少年的你       | mandarin                     | Derek Tsang                                                       | Nomination                    |
| 2022 (94e)        | Ma ma de shen qi xiao zi (zh-yue) | 媽媽的神奇小子 | cantonais                    | Jimmy Wan                                                         | Non nommé                     |
| 2023 (95e)        | Feng zai qi shi                   | 風再起時       | cantonais                    | Philip Yung (zh)                                                  | Non nommé                     |
| 2024 (96e)        | Dang fo laan saan (zh)            | 燈火闌珊       | cantonais                    | Anastasia Tsang                                                   | Retiré de la liste définitive |
| 2025 (97e)        | City of Darkness                  | 九龍城寨之圍城 | cantonais                    | Soi Cheang                                                        | En attente                    |